# UAE Tour 2025
La 7.ª edición del UAE Tour fue una prueba de ciclismo en ruta por etapas que se celebró entre el 17 y el 23 de febrero de 2025 en los Emiratos Árabes Unidos.
La carrera formó parte del UCI WorldTour 2025, calendario de máximo nivel mundial, siendo la tercera carrera de dicho circuito. El vencedor fue el esloveno Tadej Pogačar del UAE Emirates XRG, quien estuvo acompañado en el podio por el italiano Giulio Ciccone del Lidl-Trek y el español Pello Bilbao del Bahrain Victorious, segundo y tercer clasificado respectivamente.

## Equipos participantes
Tomaron parte en la carrera 20 equipos: 15 de categoría UCI WorldTeam y 5 de categoría UCI ProTeam. Formaron así un pelotón de 140 ciclistas de los que acabaron 117. Los equipos participantes fueron:
| WorldTeams (15)- Decathlon AG2R La Mondiale Team - EF Education-EasyPost - Intermarché-Wanty - Lidl-Trek - Movistar Team - Red Bull-BORA-hansgrohe - Soudal Quick-Step - Team Picnic-PostNL - Team Visma \| Lease a Bike - UAE Team Emirates XRG - Alpecin-Deceuninck - Bahrain-Victorious - Ineos Grenadiers - Team Jayco AlUla - XDS Astana Team ProTeams (5)- Israel-Premier Tech - Lotto - Solution Tech-Vini Fantini - Tudor Pro Cycling Team - VF Group-Bardiani CSF-Faizanè |
| |

## Recorrido
El UAE Tour dispuso de siete etapas dividido en cuatro etapas llanas, una contrarreloj individual y dos etapas de montaña para un recorrido total de 1013,2 kilómetros.
| Etapa     | Fecha     | Recorrido                            | type                    | Distancia (km) | Ganador        | Líder          |
| --------- | --------- | ------------------------------------ | ----------------------- | -------------- | -------------- | -------------- |
| 1.ª etapa | 17 de feb | Madinat Zayed – Oasis de Liwa        | etapa llana             | 138            | Jonathan Milan | Jonathan Milan |
| 2.ª etapa | 18 de feb | Al Ḩudayriyāt – Al Ḩudayriyāt        | contrarreloj individual | 12,2           | Joshua Tarling | Joshua Tarling |
| 3.ª etapa | 19 de feb | Ras al-Khaimah – Jebel Jais          | etapa de montaña        | 179            | Tadej Pogačar  | Tadej Pogačar  |
| 4.ª etapa | 20 de feb | Qadfa – Um el Kaiwain                | etapa llana             | 181            | Jonathan Milan | Tadej Pogačar  |
| 5.ª etapa | 21 de feb | American University in Dubai – Dubái | etapa llana             | 160            | Tim Merlier    | Tadej Pogačar  |
| 6.ª etapa | 22 de feb | Abu Dhabi – Abu Dhabi                | etapa llana             | 167            | Tim Merlier    | Tadej Pogačar  |
| 7.ª etapa | 23 de feb | Al Ain – Jabal Hafit                 | etapa de montaña        | 176            | Tadej Pogačar  | Tadej Pogačar  |

## Desarrollo de la carrera

### 1.ª etapa
| Madinat Zayed - Oasis de Liwa | etapa llana | (138 km) |

| \| Clasificación de la etapa \| Clasificación de la etapa \| Clasificación de la etapa \| Clasificación de la etapa \| Clasificación de la etapa \| \| Ciclista \| Ciclista \| Equipo \| Tiempo \| \| \| ------------------------- \| ------------------------- \| ------------------------- \| ------------------------- \| ------------------------- \| \| 1.º \| Jonathan Milan \| Lidl-Trek \| 3 h 31 min 34 s \| \| \| 2.º \| Finn Fisher-Black \| Red Bull-Bora-Hansgrohe \| + 0 s \| \| \| 3.º \| Tobias Lund Andresen \| Team Picnic-PostNL \| + 0 s \| \| \| 4.º \| Lennert Van Eetvelt \| Lotto \| + 0 s \| \| \| 5.º \| Oscar Onley \| Team Picnic-PostNL \| + 0 s \| \| \| 6.º \| Aaron Gate \| XDS Astana Team \| + 0 s \| \| \| 7.º \| Harold Tejada \| XDS Astana Team \| + 0 s \| \| \| 8.º \| Lionel Taminiaux \| Lotto \| + 0 s \| \| \| 9.º \| Phil Bauhaus \| Bahrain Victorious \| + 0 s \| \| \| 10.º \| Tadej Pogačar \| UAE Team Emirates XRG \| + 0 s \| \| |                      |                         |                 |
| |                      |                         |                 |
| |                      |                         |                 |
| Clasificación de la etapa |                      |                         |                 |
| Ciclista | Ciclista             | Equipo                  | Tiempo          |
| 1.º | Jonathan Milan       | Lidl-Trek               | 3 h 31 min 34 s |
| 2.º | Finn Fisher-Black    | Red Bull-Bora-Hansgrohe | + 0 s           |
| 3.º | Tobias Lund Andresen | Team Picnic-PostNL      | + 0 s           |
| 4.º | Lennert Van Eetvelt  | Lotto                   | + 0 s           |
| 5.º | Oscar Onley          | Team Picnic-PostNL      | + 0 s           |
| 6.º | Aaron Gate           | XDS Astana Team         | + 0 s           |
| 7.º | Harold Tejada        | XDS Astana Team         | + 0 s           |
| 8.º | Lionel Taminiaux     | Lotto                   | + 0 s           |
| 9.º | Phil Bauhaus         | Bahrain Victorious      | + 0 s           |
| 10.º | Tadej Pogačar        | UAE Team Emirates XRG   | + 0 s           |

| \| Clasificación general \| Clasificación general \| Clasificación general \| Clasificación general \| Clasificación general \| \| Ciclista \| Ciclista \| Equipo \| Tiempo \| \| \| --------------------- \| --------------------- \| ----------------------- \| --------------------- \| --------------------- \| \| 1.º \| Jonathan Milan \| Lidl-Trek \| 3 h 31 min 24 s \| \| \| 2.º \| Finn Fisher-Black \| Red Bull-Bora-Hansgrohe \| + 4 s \| \| \| 3.º \| Tobias Lund Andresen \| Team Picnic-PostNL \| + 6 s \| \| \| 4.º \| Lennert Van Eetvelt \| Lotto \| + 10 s \| \| \| 5.º \| Oscar Onley \| Team Picnic-PostNL \| + 10 s \| \| \| 6.º \| Aaron Gate \| XDS Astana Team \| + 10 s \| \| \| 7.º \| Harold Tejada \| XDS Astana Team \| + 10 s \| \| \| 8.º \| Lionel Taminiaux \| Lotto \| + 10 s \| \| \| 9.º \| Phil Bauhaus \| Bahrain Victorious \| + 10 s \| \| \| 10.º \| Tadej Pogačar \| UAE Team Emirates XRG \| + 10 s \| \| |                      |                         |                 |
| |                      |                         |                 |
| |                      |                         |                 |
| Clasificación general |                      |                         |                 |
| Ciclista | Ciclista             | Equipo                  | Tiempo          |
| 1.º | Jonathan Milan       | Lidl-Trek               | 3 h 31 min 24 s |
| 2.º | Finn Fisher-Black    | Red Bull-Bora-Hansgrohe | + 4 s           |
| 3.º | Tobias Lund Andresen | Team Picnic-PostNL      | + 6 s           |
| 4.º | Lennert Van Eetvelt  | Lotto                   | + 10 s          |
| 5.º | Oscar Onley          | Team Picnic-PostNL      | + 10 s          |
| 6.º | Aaron Gate           | XDS Astana Team         | + 10 s          |
| 7.º | Harold Tejada        | XDS Astana Team         | + 10 s          |
| 8.º | Lionel Taminiaux     | Lotto                   | + 10 s          |
| 9.º | Phil Bauhaus         | Bahrain Victorious      | + 10 s          |
| 10.º | Tadej Pogačar        | UAE Team Emirates XRG   | + 10 s          |

### 2.ª etapa
| Al Ḩudayriyāt - Al Ḩudayriyāt | contrarreloj individual | (12,2 km) |

| \| Clasificación de la etapa \| Clasificación de la etapa \| Clasificación de la etapa \| Clasificación de la etapa \| Clasificación de la etapa \| \| Ciclista \| Ciclista \| Equipo \| Tiempo \| \| \| ------------------------- \| ------------------------- \| -------------------------- \| ------------------------- \| ------------------------- \| \| 1.º \| Joshua Tarling \| Ineos Grenadiers \| 12 min 55 s \| \| \| 2.º \| Stefan Bissegger \| Decathlon-AG2R La Mondiale \| + 13 s \| \| \| 3.º \| Tadej Pogačar \| UAE Team Emirates XRG \| + 18 s \| \| \| 4.º \| Jay Vine \| UAE Team Emirates XRG \| + 21 s \| \| \| 5.º \| Max Walscheid \| Team Jayco AlUla \| + 24 s \| \| \| 6.º \| Pablo Castrillo \| Movistar Team \| + 27 s \| \| \| 7.º \| Iván Romeo \| Movistar Team \| + 28 s \| \| \| 8.º \| Pello Bilbao \| Bahrain Victorious \| + 39 s \| \| \| 9.º \| Florian Vermeersch \| UAE Team Emirates XRG \| + 39 s \| \| \| 10.º \| Finn Fisher-Black \| Red Bull-Bora-Hansgrohe \| + 40 s \| \| |                    |                            |             |
| |                    |                            |             |
| |                    |                            |             |
| Clasificación de la etapa |                    |                            |             |
| Ciclista | Ciclista           | Equipo                     | Tiempo      |
| 1.º | Joshua Tarling     | Ineos Grenadiers           | 12 min 55 s |
| 2.º | Stefan Bissegger   | Decathlon-AG2R La Mondiale | + 13 s      |
| 3.º | Tadej Pogačar      | UAE Team Emirates XRG      | + 18 s      |
| 4.º | Jay Vine           | UAE Team Emirates XRG      | + 21 s      |
| 5.º | Max Walscheid      | Team Jayco AlUla           | + 24 s      |
| 6.º | Pablo Castrillo    | Movistar Team              | + 27 s      |
| 7.º | Iván Romeo         | Movistar Team              | + 28 s      |
| 8.º | Pello Bilbao       | Bahrain Victorious         | + 39 s      |
| 9.º | Florian Vermeersch | UAE Team Emirates XRG      | + 39 s      |
| 10.º | Finn Fisher-Black  | Red Bull-Bora-Hansgrohe    | + 40 s      |

| \| Clasificación general \| Clasificación general \| Clasificación general \| Clasificación general \| Clasificación general \| \| Ciclista \| Ciclista \| Equipo \| Tiempo \| \| \| --------------------- \| --------------------- \| -------------------------- \| --------------------- \| --------------------- \| \| 1.º \| Joshua Tarling \| Ineos Grenadiers \| 3 h 44 min 29 s \| \| \| 2.º \| Stefan Bissegger \| Decathlon-AG2R La Mondiale \| + 13 s \| \| \| 3.º \| Tadej Pogačar \| UAE Team Emirates XRG \| + 18 s \| \| \| 4.º \| Jay Vine \| UAE Team Emirates XRG \| + 21 s \| \| \| 5.º \| Pablo Castrillo \| Movistar Team \| + 27 s \| \| \| 6.º \| Iván Romeo \| Movistar Team \| + 28 s \| \| \| 7.º \| Finn Fisher-Black \| Red Bull-Bora-Hansgrohe \| + 34 s \| \| \| 8.º \| Pello Bilbao \| Bahrain Victorious \| + 39 s \| \| \| 9.º \| Bruno Armirail \| Decathlon-AG2R La Mondiale \| + 41 s \| \| \| 10.º \| Harold Tejada \| XDS Astana Team \| + 42 s \| \| |                   |                            |                 |
| |                   |                            |                 |
| |                   |                            |                 |
| Clasificación general |                   |                            |                 |
| Ciclista | Ciclista          | Equipo                     | Tiempo          |
| 1.º | Joshua Tarling    | Ineos Grenadiers           | 3 h 44 min 29 s |
| 2.º | Stefan Bissegger  | Decathlon-AG2R La Mondiale | + 13 s          |
| 3.º | Tadej Pogačar     | UAE Team Emirates XRG      | + 18 s          |
| 4.º | Jay Vine          | UAE Team Emirates XRG      | + 21 s          |
| 5.º | Pablo Castrillo   | Movistar Team              | + 27 s          |
| 6.º | Iván Romeo        | Movistar Team              | + 28 s          |
| 7.º | Finn Fisher-Black | Red Bull-Bora-Hansgrohe    | + 34 s          |
| 8.º | Pello Bilbao      | Bahrain Victorious         | + 39 s          |
| 9.º | Bruno Armirail    | Decathlon-AG2R La Mondiale | + 41 s          |
| 10.º | Harold Tejada     | XDS Astana Team            | + 42 s          |

### 3.ª etapa
| Ras al-Khaimah - Jebel Jais | etapa de montaña | (179 km) |

| \| Clasificación de la etapa \| Clasificación de la etapa \| Clasificación de la etapa \| Clasificación de la etapa \| Clasificación de la etapa \| \| Ciclista \| Ciclista \| Equipo \| Tiempo \| \| \| ------------------------- \| ------------------------- \| -------------------------- \| ------------------------- \| ------------------------- \| \| 1.º \| Tadej Pogačar \| UAE Team Emirates XRG \| 4 h 36 min 04 s \| \| \| 2.º \| Oscar Onley \| Team Picnic-PostNL \| + 0 s \| \| \| 3.º \| Felix Gall \| Decathlon-AG2R La Mondiale \| + 0 s \| \| \| 4.º \| Lennert Van Eetvelt \| Lotto \| + 0 s \| \| \| 5.º \| Giulio Ciccone \| Lidl-Trek \| + 0 s \| \| \| 6.º \| Finn Fisher-Black \| Red Bull-Bora-Hansgrohe \| + 0 s \| \| \| 7.º \| Iván Romeo \| Movistar Team \| + 4 s \| \| \| 8.º \| Pablo Castrillo \| Movistar Team \| + 4 s \| \| \| 9.º \| Matthew Riccitello \| Israel-Premier Tech \| + 4 s \| \| \| 10.º \| Paul Seixas \| Decathlon-AG2R La Mondiale \| + 4 s \| \| |                     |                            |                 |
| |                     |                            |                 |
| |                     |                            |                 |
| Clasificación de la etapa |                     |                            |                 |
| Ciclista | Ciclista            | Equipo                     | Tiempo          |
| 1.º | Tadej Pogačar       | UAE Team Emirates XRG      | 4 h 36 min 04 s |
| 2.º | Oscar Onley         | Team Picnic-PostNL         | + 0 s           |
| 3.º | Felix Gall          | Decathlon-AG2R La Mondiale | + 0 s           |
| 4.º | Lennert Van Eetvelt | Lotto                      | + 0 s           |
| 5.º | Giulio Ciccone      | Lidl-Trek                  | + 0 s           |
| 6.º | Finn Fisher-Black   | Red Bull-Bora-Hansgrohe    | + 0 s           |
| 7.º | Iván Romeo          | Movistar Team              | + 4 s           |
| 8.º | Pablo Castrillo     | Movistar Team              | + 4 s           |
| 9.º | Matthew Riccitello  | Israel-Premier Tech        | + 4 s           |
| 10.º | Paul Seixas         | Decathlon-AG2R La Mondiale | + 4 s           |

| \| Clasificación general \| Clasificación general \| Clasificación general \| Clasificación general \| Clasificación general \| \| Ciclista \| Ciclista \| Equipo \| Tiempo \| \| \| --------------------- \| --------------------- \| ----------------------- \| --------------------- \| --------------------- \| \| 1.º \| Tadej Pogačar \| UAE Team Emirates XRG \| 8 h 20 min 41 s \| \| \| 2.º \| Joshua Tarling \| Ineos Grenadiers \| + 18 s \| \| \| 3.º \| Pablo Castrillo \| Movistar Team \| + 23 s \| \| \| 4.º \| Iván Romeo \| Movistar Team \| + 24 s \| \| \| 5.º \| Finn Fisher-Black \| Red Bull-Bora-Hansgrohe \| + 26 s \| \| \| 6.º \| Jay Vine \| UAE Team Emirates XRG \| + 33 s \| \| \| 7.º \| Giulio Ciccone \| Lidl-Trek \| + 34 s \| \| \| 8.º \| Pello Bilbao \| Bahrain Victorious \| + 35 s \| \| \| 9.º \| Harold Tejada \| XDS Astana Team \| + 38 s \| \| \| 10.º \| Lennert Van Eetvelt \| Lotto \| + 38 s \| \| |                     |                         |                 |
| |                     |                         |                 |
| |                     |                         |                 |
| Clasificación general |                     |                         |                 |
| Ciclista | Ciclista            | Equipo                  | Tiempo          |
| 1.º | Tadej Pogačar       | UAE Team Emirates XRG   | 8 h 20 min 41 s |
| 2.º | Joshua Tarling      | Ineos Grenadiers        | + 18 s          |
| 3.º | Pablo Castrillo     | Movistar Team           | + 23 s          |
| 4.º | Iván Romeo          | Movistar Team           | + 24 s          |
| 5.º | Finn Fisher-Black   | Red Bull-Bora-Hansgrohe | + 26 s          |
| 6.º | Jay Vine            | UAE Team Emirates XRG   | + 33 s          |
| 7.º | Giulio Ciccone      | Lidl-Trek               | + 34 s          |
| 8.º | Pello Bilbao        | Bahrain Victorious      | + 35 s          |
| 9.º | Harold Tejada       | XDS Astana Team         | + 38 s          |
| 10.º | Lennert Van Eetvelt | Lotto                   | + 38 s          |

### 4.ª etapa
| Qadfa - Um el Kaiwain | etapa llana | (181 km) |

| \| Clasificación de la etapa \| Clasificación de la etapa \| Clasificación de la etapa \| Clasificación de la etapa \| Clasificación de la etapa \| \| Ciclista \| Ciclista \| Equipo \| Tiempo \| \| \| ------------------------- \| ------------------------- \| -------------------------- \| ------------------------- \| ------------------------- \| \| 1.º \| Jonathan Milan \| Lidl-Trek \| 4 h 03 min 01 s \| \| \| 2.º \| Tim Merlier \| Soudal Quick-Step \| + 0 s \| \| \| 3.º \| Jasper Philipsen \| Alpecin-Deceuninck \| + 0 s \| \| \| 4.º \| Daniel McLay \| Team Visma \\| Lease a Bike \| + 0 s \| \| \| 5.º \| Fernando Gaviria \| Movistar Team \| + 0 s \| \| \| 6.º \| Fabio Jakobsen \| Team Picnic-PostNL \| + 0 s \| \| \| 7.º \| Dylan Groenewegen \| Team Jayco AlUla \| + 0 s \| \| \| 8.º \| Phil Bauhaus \| Bahrain Victorious \| + 0 s \| \| \| 9.º \| Steffen De Schuyteneer \| Lotto \| + 0 s \| \| \| 10.º \| Gerben Thijssen \| Intermarché-Wanty \| + 0 s \| \| |                        |                            |                 |
| |                        |                            |                 |
| |                        |                            |                 |
| Clasificación de la etapa |                        |                            |                 |
| Ciclista | Ciclista               | Equipo                     | Tiempo          |
| 1.º | Jonathan Milan         | Lidl-Trek                  | 4 h 03 min 01 s |
| 2.º | Tim Merlier            | Soudal Quick-Step          | + 0 s           |
| 3.º | Jasper Philipsen       | Alpecin-Deceuninck         | + 0 s           |
| 4.º | Daniel McLay           | Team Visma \| Lease a Bike | + 0 s           |
| 5.º | Fernando Gaviria       | Movistar Team              | + 0 s           |
| 6.º | Fabio Jakobsen         | Team Picnic-PostNL         | + 0 s           |
| 7.º | Dylan Groenewegen      | Team Jayco AlUla           | + 0 s           |
| 8.º | Phil Bauhaus           | Bahrain Victorious         | + 0 s           |
| 9.º | Steffen De Schuyteneer | Lotto                      | + 0 s           |
| 10.º | Gerben Thijssen        | Intermarché-Wanty          | + 0 s           |

| \| Clasificación general \| Clasificación general \| Clasificación general \| Clasificación general \| Clasificación general \| \| Ciclista \| Ciclista \| Equipo \| Tiempo \| \| \| --------------------- \| --------------------- \| ----------------------- \| --------------------- \| --------------------- \| \| 1.º \| Tadej Pogačar \| UAE Team Emirates XRG \| 12 h 23 min 42 s \| \| \| 2.º \| Joshua Tarling \| Ineos Grenadiers \| + 18 s \| \| \| 3.º \| Pablo Castrillo \| Movistar Team \| + 23 s \| \| \| 4.º \| Iván Romeo \| Movistar Team \| + 24 s \| \| \| 5.º \| Finn Fisher-Black \| Red Bull-Bora-Hansgrohe \| + 25 s \| \| \| 6.º \| Jay Vine \| UAE Team Emirates XRG \| + 33 s \| \| \| 7.º \| Giulio Ciccone \| Lidl-Trek \| + 34 s \| \| \| 8.º \| Pello Bilbao \| Bahrain Victorious \| + 35 s \| \| \| 9.º \| Harold Tejada \| XDS Astana Team \| + 38 s \| \| \| 10.º \| Lennert Van Eetvelt \| Lotto \| + 38 s \| \| |                     |                         |                  |
| |                     |                         |                  |
| |                     |                         |                  |
| Clasificación general |                     |                         |                  |
| Ciclista | Ciclista            | Equipo                  | Tiempo           |
| 1.º | Tadej Pogačar       | UAE Team Emirates XRG   | 12 h 23 min 42 s |
| 2.º | Joshua Tarling      | Ineos Grenadiers        | + 18 s           |
| 3.º | Pablo Castrillo     | Movistar Team           | + 23 s           |
| 4.º | Iván Romeo          | Movistar Team           | + 24 s           |
| 5.º | Finn Fisher-Black   | Red Bull-Bora-Hansgrohe | + 25 s           |
| 6.º | Jay Vine            | UAE Team Emirates XRG   | + 33 s           |
| 7.º | Giulio Ciccone      | Lidl-Trek               | + 34 s           |
| 8.º | Pello Bilbao        | Bahrain Victorious      | + 35 s           |
| 9.º | Harold Tejada       | XDS Astana Team         | + 38 s           |
| 10.º | Lennert Van Eetvelt | Lotto                   | + 38 s           |

### 5.ª etapa
| American University in Dubai - Dubái | etapa llana | (160 km) |

| \| Clasificación de la etapa \| Clasificación de la etapa \| Clasificación de la etapa \| Clasificación de la etapa \| Clasificación de la etapa \| \| Ciclista \| Ciclista \| Equipo \| Tiempo \| \| \| ------------------------- \| ------------------------- \| ------------------------- \| ------------------------- \| ------------------------- \| \| 1.º \| Tim Merlier \| Soudal Quick-Step \| 3 h 16 min 55 s \| \| \| 2.º \| Matteo Malucelli \| XDS Astana Team \| + 0 s \| \| \| 3.º \| Jonathan Milan \| Lidl-Trek \| + 0 s \| \| \| 4.º \| Samuel Welsford \| Red Bull-Bora-Hansgrohe \| + 0 s \| \| \| 5.º \| Oded Kogut \| Israel-Premier Tech \| + 0 s \| \| \| 6.º \| Maikel Zijlaard \| Tudor Pro Cycling Team \| + 0 s \| \| \| 7.º \| Danny van Poppel \| Red Bull-Bora-Hansgrohe \| + 0 s \| \| \| 8.º \| Phil Bauhaus \| Bahrain Victorious \| + 0 s \| \| \| 9.º \| Elmar Reinders \| Team Jayco AlUla \| + 0 s \| \| \| 10.º \| Luka Mezgec \| Team Jayco AlUla \| + 0 s \| \| |                  |                         |                 |
| |                  |                         |                 |
| |                  |                         |                 |
| Clasificación de la etapa |                  |                         |                 |
| Ciclista | Ciclista         | Equipo                  | Tiempo          |
| 1.º | Tim Merlier      | Soudal Quick-Step       | 3 h 16 min 55 s |
| 2.º | Matteo Malucelli | XDS Astana Team         | + 0 s           |
| 3.º | Jonathan Milan   | Lidl-Trek               | + 0 s           |
| 4.º | Samuel Welsford  | Red Bull-Bora-Hansgrohe | + 0 s           |
| 5.º | Oded Kogut       | Israel-Premier Tech     | + 0 s           |
| 6.º | Maikel Zijlaard  | Tudor Pro Cycling Team  | + 0 s           |
| 7.º | Danny van Poppel | Red Bull-Bora-Hansgrohe | + 0 s           |
| 8.º | Phil Bauhaus     | Bahrain Victorious      | + 0 s           |
| 9.º | Elmar Reinders   | Team Jayco AlUla        | + 0 s           |
| 10.º | Luka Mezgec      | Team Jayco AlUla        | + 0 s           |

| \| Clasificación general \| Clasificación general \| Clasificación general \| Clasificación general \| Clasificación general \| \| Ciclista \| Ciclista \| Equipo \| Tiempo \| \| \| --------------------- \| --------------------- \| ----------------------- \| --------------------- \| --------------------- \| \| 1.º \| Tadej Pogačar \| UAE Team Emirates XRG \| 15 h 40 min 34 s \| \| \| 2.º \| Joshua Tarling \| Ineos Grenadiers \| + 21 s \| \| \| 3.º \| Iván Romeo \| Movistar Team \| + 27 s \| \| \| 4.º \| Finn Fisher-Black \| Red Bull-Bora-Hansgrohe \| + 28 s \| \| \| 5.º \| Jay Vine \| UAE Team Emirates XRG \| + 36 s \| \| \| 6.º \| Giulio Ciccone \| Lidl-Trek \| + 37 s \| \| \| 7.º \| Pello Bilbao \| Bahrain Victorious \| + 38 s \| \| \| 8.º \| Lennert Van Eetvelt \| Lotto \| + 38 s \| \| \| 9.º \| Harold Tejada \| XDS Astana Team \| + 41 s \| \| \| 10.º \| Oscar Onley \| Team Picnic-PostNL \| + 44 s \| \| |                     |                         |                  |
| |                     |                         |                  |
| |                     |                         |                  |
| Clasificación general |                     |                         |                  |
| Ciclista | Ciclista            | Equipo                  | Tiempo           |
| 1.º | Tadej Pogačar       | UAE Team Emirates XRG   | 15 h 40 min 34 s |
| 2.º | Joshua Tarling      | Ineos Grenadiers        | + 21 s           |
| 3.º | Iván Romeo          | Movistar Team           | + 27 s           |
| 4.º | Finn Fisher-Black   | Red Bull-Bora-Hansgrohe | + 28 s           |
| 5.º | Jay Vine            | UAE Team Emirates XRG   | + 36 s           |
| 6.º | Giulio Ciccone      | Lidl-Trek               | + 37 s           |
| 7.º | Pello Bilbao        | Bahrain Victorious      | + 38 s           |
| 8.º | Lennert Van Eetvelt | Lotto                   | + 38 s           |
| 9.º | Harold Tejada       | XDS Astana Team         | + 41 s           |
| 10.º | Oscar Onley         | Team Picnic-PostNL      | + 44 s           |

### 6.ª etapa
| Abu Dhabi - Abu Dhabi | etapa llana | (167 km) |

| \| Clasificación de la etapa \| Clasificación de la etapa \| Clasificación de la etapa \| Clasificación de la etapa \| Clasificación de la etapa \| \| Ciclista \| Ciclista \| Equipo \| Tiempo \| \| \| ------------------------- \| ------------------------- \| ------------------------------- \| ------------------------- \| ------------------------- \| \| 1.º \| Tim Merlier \| Soudal Quick-Step \| 3 h 44 min 14 s \| \| \| 2.º \| Jasper Philipsen \| Alpecin-Deceuninck \| + 0 s \| \| \| 3.º \| Jonathan Milan \| Lidl-Trek \| + 0 s \| \| \| 4.º \| Max Walscheid \| Team Jayco AlUla \| + 0 s \| \| \| 5.º \| Fabio Jakobsen \| Team Picnic-PostNL \| + 0 s \| \| \| 6.º \| Dušan Rajović \| Team Solution Tech-Vini Fantini \| + 0 s \| \| \| 7.º \| Daniel Skerl \| Bahrain Victorious \| + 0 s \| \| \| 8.º \| Enrico Zanoncello \| VF Group-Bardiani CSF-Faizanè \| + 0 s \| \| \| 9.º \| Samuel Welsford \| Red Bull-Bora-Hansgrohe \| + 0 s \| \| \| 10.º \| Steffen De Schuyteneer \| Lotto \| + 0 s \| \| |                        |                                 |                 |
| |                        |                                 |                 |
| |                        |                                 |                 |
| Clasificación de la etapa |                        |                                 |                 |
| Ciclista | Ciclista               | Equipo                          | Tiempo          |
| 1.º | Tim Merlier            | Soudal Quick-Step               | 3 h 44 min 14 s |
| 2.º | Jasper Philipsen       | Alpecin-Deceuninck              | + 0 s           |
| 3.º | Jonathan Milan         | Lidl-Trek                       | + 0 s           |
| 4.º | Max Walscheid          | Team Jayco AlUla                | + 0 s           |
| 5.º | Fabio Jakobsen         | Team Picnic-PostNL              | + 0 s           |
| 6.º | Dušan Rajović          | Team Solution Tech-Vini Fantini | + 0 s           |
| 7.º | Daniel Skerl           | Bahrain Victorious              | + 0 s           |
| 8.º | Enrico Zanoncello      | VF Group-Bardiani CSF-Faizanè   | + 0 s           |
| 9.º | Samuel Welsford        | Red Bull-Bora-Hansgrohe         | + 0 s           |
| 10.º | Steffen De Schuyteneer | Lotto                           | + 0 s           |

| \| Clasificación general \| Clasificación general \| Clasificación general \| Clasificación general \| Clasificación general \| \| Ciclista \| Ciclista \| Equipo \| Tiempo \| \| \| --------------------- \| --------------------- \| ----------------------- \| --------------------- \| --------------------- \| \| 1.º \| Tadej Pogačar \| UAE Team Emirates XRG \| 19 h 24 min 48 s \| \| \| 2.º \| Joshua Tarling \| Ineos Grenadiers \| + 21 s \| \| \| 3.º \| Iván Romeo \| Movistar Team \| + 27 s \| \| \| 4.º \| Finn Fisher-Black \| Red Bull-Bora-Hansgrohe \| + 28 s \| \| \| 5.º \| Jay Vine \| UAE Team Emirates XRG \| + 36 s \| \| \| 6.º \| Giulio Ciccone \| Lidl-Trek \| + 37 s \| \| \| 7.º \| Pello Bilbao \| Bahrain Victorious \| + 38 s \| \| \| 8.º \| Lennert Van Eetvelt \| Lotto \| + 38 s \| \| \| 9.º \| Harold Tejada \| XDS Astana Team \| + 41 s \| \| \| 10.º \| Oscar Onley \| Team Picnic-PostNL \| + 44 s \| \| |                     |                         |                  |
| |                     |                         |                  |
| |                     |                         |                  |
| Clasificación general |                     |                         |                  |
| Ciclista | Ciclista            | Equipo                  | Tiempo           |
| 1.º | Tadej Pogačar       | UAE Team Emirates XRG   | 19 h 24 min 48 s |
| 2.º | Joshua Tarling      | Ineos Grenadiers        | + 21 s           |
| 3.º | Iván Romeo          | Movistar Team           | + 27 s           |
| 4.º | Finn Fisher-Black   | Red Bull-Bora-Hansgrohe | + 28 s           |
| 5.º | Jay Vine            | UAE Team Emirates XRG   | + 36 s           |
| 6.º | Giulio Ciccone      | Lidl-Trek               | + 37 s           |
| 7.º | Pello Bilbao        | Bahrain Victorious      | + 38 s           |
| 8.º | Lennert Van Eetvelt | Lotto                   | + 38 s           |
| 9.º | Harold Tejada       | XDS Astana Team         | + 41 s           |
| 10.º | Oscar Onley         | Team Picnic-PostNL      | + 44 s           |

### 7.ª etapa
| Al Ain - Jabal Hafit | etapa de montaña | (176 km) |

| \| Clasificación de la etapa \| Clasificación de la etapa \| Clasificación de la etapa \| Clasificación de la etapa \| Clasificación de la etapa \| \| Ciclista \| Ciclista \| Equipo \| Tiempo \| \| \| ------------------------- \| ------------------------- \| ------------------------- \| ------------------------- \| ------------------------- \| \| 1.º \| Tadej Pogačar \| UAE Team Emirates XRG \| 3 h 43 min 04 s \| \| \| 2.º \| Giulio Ciccone \| Lidl-Trek \| + 33 s \| \| \| 3.º \| Pello Bilbao \| Bahrain Victorious \| + 35 s \| \| \| 4.º \| Iván Romeo \| Movistar Team \| + 49 s \| \| \| 5.º \| Oscar Onley \| Team Picnic-PostNL \| + 1 min 16 s \| \| \| 6.º \| Pablo Castrillo \| Movistar Team \| + 1 min 25 s \| \| \| 7.º \| Finn Fisher-Black \| Red Bull-Bora-Hansgrohe \| + 2 min 05 s \| \| \| 8.º \| William Junior Lecerf \| Soudal Quick-Step \| + 2 min 11 s \| \| \| 9.º \| Patrick Konrad \| Lidl-Trek \| + 2 min 31 s \| \| \| 10.º \| Ramses Debruyne \| Alpecin-Deceuninck \| + 2 min 49 s \| \| |                       |                         |                 |
| |                       |                         |                 |
| |                       |                         |                 |
| Clasificación de la etapa |                       |                         |                 |
| Ciclista | Ciclista              | Equipo                  | Tiempo          |
| 1.º | Tadej Pogačar         | UAE Team Emirates XRG   | 3 h 43 min 04 s |
| 2.º | Giulio Ciccone        | Lidl-Trek               | + 33 s          |
| 3.º | Pello Bilbao          | Bahrain Victorious      | + 35 s          |
| 4.º | Iván Romeo            | Movistar Team           | + 49 s          |
| 5.º | Oscar Onley           | Team Picnic-PostNL      | + 1 min 16 s    |
| 6.º | Pablo Castrillo       | Movistar Team           | + 1 min 25 s    |
| 7.º | Finn Fisher-Black     | Red Bull-Bora-Hansgrohe | + 2 min 05 s    |
| 8.º | William Junior Lecerf | Soudal Quick-Step       | + 2 min 11 s    |
| 9.º | Patrick Konrad        | Lidl-Trek               | + 2 min 31 s    |
| 10.º | Ramses Debruyne       | Alpecin-Deceuninck      | + 2 min 49 s    |

## Clasificaciones finales
- Las clasificaciones finalizaron de la siguiente forma:[3]

### Clasificación general
| \| Clasificación general \| Clasificación general \| Clasificación general \| Clasificación general \| Clasificación general \| \| Ciclista \| Ciclista \| Equipo \| Tiempo \| \| \| --------------------- \| --------------------- \| ----------------------- \| --------------------- \| --------------------- \| \| 1.º \| Tadej Pogačar \| UAE Team Emirates XRG \| 23 h 08 min 00 s \| \| \| 2.º \| Giulio Ciccone \| Lidl-Trek \| + 1 min 14 s \| \| \| 3.º \| Pello Bilbao \| Bahrain Victorious \| + 1 min 19 s \| \| \| 4.º \| Iván Romeo \| Movistar Team \| + 1 min 26 s \| \| \| 5.º \| Oscar Onley \| Team Picnic-PostNL \| + 2 min 10 s \| \| \| 6.º \| Finn Fisher-Black \| Red Bull-Bora-Hansgrohe \| + 2 min 43 s \| \| \| 7.º \| Pablo Castrillo \| Movistar Team \| + 2 min 59 s \| \| \| 8.º \| William Junior Lecerf \| Soudal Quick-Step \| + 3 min 49 s \| \| \| 9.º \| Harold Tejada \| XDS Astana Team \| + 3 min 52 s \| \| \| 10.º \| Patrick Konrad \| Lidl-Trek \| + 4 min 00 s \| \| |                       |                         |                  |
| |                       |                         |                  |
| Fuente: ProCyclingStats |                       |                         |                  |
| Clasificación general |                       |                         |                  |
| Ciclista | Ciclista              | Equipo                  | Tiempo           |
| 1.º | Tadej Pogačar         | UAE Team Emirates XRG   | 23 h 08 min 00 s |
| 2.º | Giulio Ciccone        | Lidl-Trek               | + 1 min 14 s     |
| 3.º | Pello Bilbao          | Bahrain Victorious      | + 1 min 19 s     |
| 4.º | Iván Romeo            | Movistar Team           | + 1 min 26 s     |
| 5.º | Oscar Onley           | Team Picnic-PostNL      | + 2 min 10 s     |
| 6.º | Finn Fisher-Black     | Red Bull-Bora-Hansgrohe | + 2 min 43 s     |
| 7.º | Pablo Castrillo       | Movistar Team           | + 2 min 59 s     |
| 8.º | William Junior Lecerf | Soudal Quick-Step       | + 3 min 49 s     |
| 9.º | Harold Tejada         | XDS Astana Team         | + 3 min 52 s     |
| 10.º | Patrick Konrad        | Lidl-Trek               | + 4 min 00 s     |

### Clasificación de los puntos
| Clasificación por puntos | Clasificación por puntos | Clasificación por puntos        | Clasificación por puntos | Clasificación por puntos |
| Ciclista                 | Ciclista                 | Equipo                          | Puntos                   |                          |
| ------------------------ | ------------------------ | ------------------------------- | ------------------------ | ------------------------ |
| 1.º                      | Jonathan Milan           | Lidl-Trek                       | 81 pts                   |                          |
| 2.º                      | Tadej Pogačar            | UAE Team Emirates XRG           | 62 pts                   |                          |
| 3.º                      | Tim Merlier              | Soudal Quick-Step               | 59 pts                   |                          |
| 4.º                      | Đorđe Đurić              | Team Solution Tech-Vini Fantini | 46 pts                   |                          |
| 5.º                      | Carlos Samudio           | Team Solution Tech-Vini Fantini | 38 pts                   |                          |
| 6.º                      | Manuele Tarozzi          | VF Group-Bardiani CSF-Faizanè   | 33 pts                   |                          |
| 7.º                      | Oscar Onley              | Team Picnic-PostNL              | 30 pts                   |                          |
| 8.º                      | Finn Fisher-Black        | Red Bull-Bora-Hansgrohe         | 29 pts                   |                          |
| 9.º                      | Lennert Van Eetvelt      | Lotto                           | 26 pts                   |                          |
| 10.º                     | Giulio Ciccone           | Lidl-Trek                       | 23 pts                   |                          |

### Clasificación de los jóvenes
| Clasificación del mejor joven | Clasificación del mejor joven | Clasificación del mejor joven | Clasificación del mejor joven | Clasificación del mejor joven |
| Ciclista                      | Ciclista                      | Equipo                        | Tiempo                        |                               |
| ----------------------------- | ----------------------------- | ----------------------------- | ----------------------------- | ----------------------------- |
| 1.º                           | Iván Romeo                    | Movistar Team                 | 23 h 10 min 08 s              |                               |
| 2.º                           | Oscar Onley                   | Team Picnic-PostNL            | + 44 s                        |                               |
| 3.º                           | Finn Fisher-Black             | Red Bull-Bora-Hansgrohe       | + 1 min 17 s                  |                               |
| 4.º                           | Pablo Castrillo               | Movistar Team                 | + 1 min 33 s                  |                               |
| 5.º                           | William Junior Lecerf         | Soudal Quick-Step             | + 2 min 23 s                  |                               |
| 6.º                           | Lennert Van Eetvelt           | Lotto                         | + 3 min 17 s                  |                               |
| 7.º                           | Georg Steinhauser             | EF Education-EasyPost         | + 3 min 35 s                  |                               |
| 8.º                           | Matthew Riccitello            | Israel-Premier Tech           | + 4 min 55 s                  |                               |
| 9.º                           | Alessandro Pinarello          | VF Group-Bardiani CSF-Faizanè | + 5 min 55 s                  |                               |
| 10.º                          | Joshua Tarling                | Ineos Grenadiers              | + 6 min 54 s                  |                               |

### Clasificación por equipos
| Clasificación por equipos | Clasificación por equipos       | Clasificación por equipos | Clasificación por equipos |
| Equipo                    | Equipo                          | Tiempo                    |                           |
| ------------------------- | ------------------------------- | ------------------------- | ------------------------- |
| 1.º                       | Movistar Team                   | 69 h 35 min 16 s          |                           |
| 2.º                       | Lidl-Trek                       | + 6 min 03 s              |                           |
| 3.º                       | Bahrain-Victorious              | + 7 min 53 s              |                           |
| 4.º                       | Red Bull-BORA-hansgrohe         | + 9 min 43 s              |                           |
| 5.º                       | Decathlon AG2R La Mondiale Team | + 10 min 38 s             |                           |

## Evolución de las clasificaciones
| Etapa                   |                         | Ganador _      | Clasificación general | Puntos         | Jóvenes        | Metas volantes  | Equipo _                |
| ----------------------- | ----------------------- | -------------- | --------------------- | -------------- | -------------- | --------------- | ----------------------- |
| 1.ª etapa               | etapa llana             | Jonathan Milan | Jonathan Milan        | Jonathan Milan | Jonathan Milan | Manuele Tarozzi | Red Bull-BORA-hansgrohe |
| 2.ª etapa               | contrarreloj individual | Joshua Tarling | Joshua Tarling        | Joshua Tarling | Joshua Tarling | Manuele Tarozzi | Ineos Grenadiers        |
| 3.ª etapa               | etapa de montaña        | Tadej Pogačar  | Tadej Pogačar         | Tadej Pogačar  | Joshua Tarling | Carlos Samudio  | Ineos Grenadiers        |
| 4.ª etapa               | etapa llana             | Jonathan Milan | Tadej Pogačar         | Jonathan Milan | Joshua Tarling | Đorđe Đurić     | Ineos Grenadiers        |
| 5.ª etapa               | etapa llana             | Tim Merlier    | Tadej Pogačar         | Jonathan Milan | Joshua Tarling | Đorđe Đurić     | Movistar Team           |
| 6.ª etapa               | etapa llana             | Tim Merlier    | Tadej Pogačar         | Jonathan Milan | Joshua Tarling | Đorđe Đurić     | Movistar Team           |
| 7.ª etapa               | etapa de montaña        | Tadej Pogačar  | Tadej Pogačar         | Jonathan Milan | Iván Romeo     | Đorđe Đurić     | Movistar Team           |
| Clasificaciones finales | Clasificaciones finales |                | Tadej Pogačar         | Jonathan Milan | Iván Romeo     | Đorđe Đurić     | Movistar Team           |

## Ciclistas participantes y posiciones finales
Convenciones:
- AB-N: Abandono en la etapa "N"
- FLT-N: Retiro por llegada fuera del límite de tiempo en la etapa "N"
- NTS-N: No tomó la salida para la etapa "N"
- DES-N: Descalificado o expulsado en la etapa "N"

## UCI World Ranking
El UAE Tour otorgó puntos para el UCI World Ranking para corredores de los equipos en las categorías UCI WorldTeam, UCI ProTeam y Continental. Las siguientes tablas son el baremo de puntuación y los diez corredores que obtuvieron más puntos:
| Posición              | 1.º | 2.º | 3.º | 4.º | 5.º | 6.º | 7.º | 8.º | 9.º | 10.º | 11.º | 12.º | 13.º | 14.º | 15.º-20.º | 21.º-30.º | 31.º-50.º | 51.º-55.º | 56.º-60.º |
| Clasificación general | 300 | 250 | 215 | 175 | 120 | 115 | 95  | 75  | 60  | 50   | 40   | 35   | 30   | 25   | 20        | 12        | 5         | 2         | 1         |
| Por etapa             | 40  | 25  | 20  | 15  | 10  | 8   | 6   | 3   | 2   | 1    |      |      |      |      |           |           |           |           |           |
| Líder                 | 6   |     |     |     |     |     |     |     |     |      |      |      |      |      |           |           |           |           |           |

| Clasificación |                       |                         |         |       |       |       |
| Posición      | Ciclista              | Equipo                  | General | Etapa | Líder | Total |
| ------------- | --------------------- | ----------------------- | ------- | ----- | ----- | ----- |
| 1.º           | Tadej Pogačar         | UAE Emirates XRG        | 300     | 101   | 24    | 425   |
| 2.º           | Giulio Ciccone        | Lidl-Trek               | 250     | 35    | -     | 285   |
| 3.º           | Pello Bilbao          | Bahrain Victorious      | 215     | 23    | -     | 238   |
| 4.º           | Iván Romeo            | Movistar                | 175     | 27    | -     | 202   |
| 5.º           | Oscar Onley           | Picnic PostNL           | 120     | 45    | -     | 165   |
| 6.º           | Finn Fisher-Black     | Red Bull-BORA-hansgrohe | 115     | 40    | -     | 155   |
| 7.º           | Jonathan Milan        | Lidl-Trek               | -       | 120   | 6     | 126   |
| 8.º           | Pablo Castrillo       | Movistar                | 95      | 19    | -     | 114   |
| 9.º           | Tim Merlier           | Soudal Quick-Step       | -       | 105   | -     | 105   |
| 10.º          | William Junior Lecerf | Soudal Quick-Step       | 75      | 3     | -     | 78    |